# (3350) Scobee
(3350) Scobee est un astéroïde de la ceinture principale nommé en hommage à Francis Richard Scobee commandant de la Navette spatiale Challenger lors de l'accident fatal.
Les astéroïdes numérotés 3350 à 3356 ont été baptisés en hommage aux sept astronautes morts dans l'explosion de la Navette spatiale Challenger, le 28 janvier 1986.